# Eurofarm Pelister 2
El Eurofarm Pelister 2 es un club de balonmano de la ciudad de Bitola en Macedonia del Norte. Es el equipo filial del Eurofarm Pelister.
El Eurofarm Pelister 2 nació de la estructura del RK Pelister, equipo que desapareció tras fusionarse con el Eurofarm Rabotnik para crear el Eurofarm Pelister, con el objetivo de crear un club más competitivo para luchar por títulos en Macedonia del Norte y en Europa.

## Palmarés
- Liga de la República de Macedonia

(7): 1966, 1968, 1969, 1970, 1971, 1979, 1981
- Liga de Macedonia de balonmano

(6): 1992-93, 1993-94, 1995-96, 1997-98, 1999-00, 2004-05
- Copa de Macedonia de balonmano

(5): 1994, 1996, 1998, 1999, 2005
- Doboj International Handball Tournament

(2): 1996 1997

## Plantilla 2019-20
|  | Porteros - 12 Filip Ivanovski - 16 Boban Ristevski Extremos derechos - 6 Dimitrij Blaževski - 32 Nikola Dimitrov Extremos izquierdos - 13 Ivan Dimitrovski - 23 Stefan Talevski - 91 Ognen Vardovski Pivotes - 3 Igor Trajkovski - 9 Vasko Dimitrovski - 14 Filip Jovanovski - 15 Igor Petkovski | Laterales izquierdos - 10 Hristijan Mitrevski - 11 Andrija Mandić - 40 Stefan Drogrishki Centrales - 7 Dario Petrovski - 18 Ilija Iliev - 20 Stefan Ilievski - 32 Stefan Apostolovski Laterales derechos - 77 Andre Butorac |